# Sciophagus pandanicola
Sciophagus pandanicola är en skalbaggsart som beskrevs av Jean Baptiste Boisduval 1835. Sciophagus pandanicola ingår i släktet Sciophagus och familjen svartbaggar. Inga underarter finns listade i Catalogue of Life.